# 獨占我的英雄
《獨占我的英雄》是日本漫畫家所作的日本漫畫作品。2017年7月改編為動畫。截至2021年5月，系列累計發行冊數已突破200萬冊。
改編全12集動畫系列於2017年7月8日至9月23日播放。

## 劇情簡介
「我真的可以喜歡上你嗎……？」遜咖不良少年勢多川是放牛高中老師·康介的學生兼小弟。勢多川總是被仰慕的康介所說的話和態度耍得團團轉，絕對不能喜歡上他！…但是當發現時，卻一天 24 小時都…...？越是努力忍耐就越想得到我的英雄，勢多川該怎麼面對這份感情呢？歡樂笑鬧、又夾帶些許淚水，老師×學生的戀愛故事。
動畫版中第一集的一半到第三集敘述了同作者所畫的本作番外篇漫畫《獨占男友》支倉麻也與大柴健介的故事。

## 登場人物
大柴康介（聲：前野智昭）
健介的哥哥。是一名數學老師，在學校中雖然愛多管閒事但是富有愛心。特徵是嘴角的痣。吸菸者。幹架超強的英雄級的人物，以更生的名義四處打垮附近的不良團體和暴走族，所以有「熊殺」的別稱。對勢多川來說是憧憬般的存在。在初期作為臨時教員到勢多川等人就讀的高中赴任（動畫版中在最後才正式錄用）。生日8月8日，狮子座O型，身高183cm。
勢多川正廣（聲：增田俊樹）
金髮，佩戴耳環，是個對自己沒有自信的壞男孩。雖然是個外表看起來是遜咖的不良少年，但卻是個擅長料理的家務型男子。喜歡動物，有多管閒事氣質的一面。康介的學生兼小弟。大柴家的家務幾乎都是勢多川做的。在拉麵店打工。生日1月15日，摩羯座A型，身高176cm。
支倉麻也（聲：立花慎之介）
頭腦聰明，長得又帥氣，在學校裡有個叫「支倉教」的宗教，很受女生歡迎與崇拜，在女生眼裡是閃閃發亮的王子般的人物。即使在各個場合看起來像是冰山男子，但還是很專一熱情。但他本人只對健介感興趣。為了再見到健介而回到國小時待的地方。雖然食量很大，但是怎麼吃都不會胖。不喜歡運動和貓。生日10月30日，天蝎座B型，身高180cm。
大柴健介（聲：松岡禎丞、清水彩香（小學生））
康介的弟弟。每天充滿活力的元氣少年，活潑開朗的氣氛製造者。由於太純真，煩惱過多每次遇到困難的事情都難以抉擇。與勢多川是朋友關係。跟支倉是從小學時代開始的青梅竹馬，也是勢多川的小學同學。生日4月15日，牧羊座O型，身高170cm（自稱）。
福重滿（聲：酒井廣大／山下大輝）
勢多川、健介、支倉的同學。特徵是髮夾。興趣是觀察別人。在得知勢多川和康介的關係時，因為不經意的發言而一度與勢多川等人疏遠，後來和解。
山部剛（聲：内田雄馬／安達勇人）
勢多川、健介、支倉的同學。 其特徵是經常圍在脖子上的圍巾和「〜だべ」的句尾助詞。
吉田次郎（聲：西山宏太朗／山下誠一郎）
勢多川、健介、支倉的同學。因為做事認真，成績優秀，綽號是委員長。
弓家侑成（聲：八代拓／白井悠介）
在勢多川和康介、健介等人保持距離的時候，作為負責料理的人加入。綽號是榮格。拿手菜是義大利菜。充滿種種未知數。
大柴美保（聲：河合紗希子／植田佳奈）
康介、健介的母親。喜歡卡拉ok，但不擅長煮飯，家事都交給勢多川。動畫版中出場次數增加，製作的料理和眾人吃的時候的反應用馬賽克表現等，強調了不擅長料理的一面。
夏生（聲：高橋伸也／羽多野涉）
康介大學時代的學弟，也是康介和寶城夫婦常去的酒吧「Mary」的調酒師。對康介抱持著意味深長的感情，否定地看待他和正廣的關係。
寶城常人（聲：内匠靖明／近藤孝行）
警察，與康介是好友，妻子是寶城彩香。
寶城彩香（聲：小清水亞美）
舊姓支倉。父母離婚。丈夫是寶城常人，弟弟是支倉麻也。

## 出版書籍
獨占男友
| 一迅社         | 一迅社                 | 東立出版社    | 東立出版社             |
| 發售日期       | ISBN                   | 發售日期      | ISBN                   |
| -------------- | ---------------------- | ------------- | ---------------------- |
| 2010年11月15日 | ISBN 978-4-75-807122-2 | 2012年8月22日 | ISBN 978-986-317-242-0 |

獨占我的英雄
| 冊數 | 一迅社         | 一迅社                                                                                     | 東立出版社                  | 東立出版社                                              |
| 冊數 | 發售日期       | ISBN                                                                                       | 發售日期                    | ISBN / EAN                                              |
| ---- | -------------- | ------------------------------------------------------------------------------------------ | --------------------------- | ------------------------------------------------------- |
| 1    | 2012年2月15日  | ISBN 978-4-75-807178-9                                                                     | 2013年2月19日               | ISBN 978-986-324-394-6                                  |
| 2    | 2013年7月13日  | ISBN 978-4-75-807261-8                                                                     | 2014年6月11日               | ISBN 978-986-337-007-9                                  |
| 3    | 2014年7月30日  | ISBN 978-4-75-807307-3 ISBN 978-4-75-807308-0（限定版A） ISBN 978-4-75-807309-7（限定版B） | 2015年7月27日               | ISBN 978-986-365-385-1                                  |
| 4    | 2015年4月30日  | ISBN 978-4-75-807408-7 ISBN 978-4-75-807409-4（特装版）                                    | 2016年4月20日               | ISBN 978-986-431-310-5                                  |
| 5    | 2016年7月15日  | ISBN 978-4-75-807524-4 ISBN 978-4-75-807525-1（特装版）                                    | 2017年12月13日              | EAN 471-094-555-338-2（首刷限定版）                     |
| 5    | 2016年7月15日  | ISBN 978-4-75-807524-4 ISBN 978-4-75-807525-1（特装版）                                    | 2017年12月20日              | ISBN 978-986-10-9008-5                                  |
| 6    | 2017年6月29日  | ISBN 978-4-75-807699-9 ISBN 978-4-75-807700-2（特装版）                                    | 2018年5月16日               | ISBN 978-986-486-518-5                                  |
| 7    | 2018年1月30日  | ISBN 978-4-7580-7778-1 ISBN 978-4-7580-7779-8（特装版）                                    | 2018年7月4日                | ISBN 978-957-26-0629-2                                  |
| 8    | 2018年12月28日 | ISBN 978-4-7580-7887-0 ISBN 978-4-7580-7888-7（特装版）                                    | 2019年8月7日                | ISBN 978-957-26-3476-9                                  |
| 9    | 2019年8月29日  | ISBN 978-4-7580-7970-9 ISBN 978-4-7580-7971-6（特装版）                                    | 2020年6月17日 2020年6月24日 | ISBN 978-957-26-4621-2（特裝版） ISBN 978-957-26-4025-8 |
| 10   | 2020年7月29日  | ISBN 978-4-7580-2122-7 ISBN 978-4-7580-2123-4（特装版）                                    | 2021年4月21日               | ISBN 978-957-26-5490-3                                  |
| 11   | 2021年5月31日  | ISBN 978-4-7580-2233-0 ISBN 978-4-7580-2234-7（特装版）                                    | 2021年12月29日              | ISBN 978-957-26-7195-5                                  |
| 12   | 2021年11月30日 | ISBN 978-4-7580-2323-8 ISBN 978-4-7580-2324-5（特装版）                                    | 2022年11月1日               | ISBN 978-957-26-8385-9                                  |
| 13   | 2022年6月30日  | ISBN 978-4-7580-2431-0 ISBN 978-4-7580-2432-7（特装版）                                    | 2023年6月14日               | ISBN 978-6-2636-0108-6                                  |
| 14   | 2023年3月30日  | ISBN 978-4-7580-2510-2 ISBN 978-4-7580-2511-9（特装版）                                    |                             |                                                         |
| 15   | 2024年4月15日  | ISBN 978-4-7580-2685-7 ISBN 978-4-7580-2686-4（特裝版）                                    |                             |                                                         |
| 16   | 2025年1月15日  | ISBN 978-4-7580-2831-8 ISBN 978-4-7580-2832-5（特裝版）                                    |                             |                                                         |

### 相關書籍

#### 漫畫選集
獨占我的英雄 公式漫畫選集
| 冊數  | 一迅社         | 一迅社                 |
| 冊數  | 發售日期       | ISBN                   |
| ----- | -------------- | ---------------------- |
| VOL.1 | 2017年8月25日  | ISBN 978-4-7580-0962-1 |
| VOL.2 | 2017年12月25日 | ISBN 978-4-7580-0975-1 |

#### 小說
獨占我的英雄～大人和小孩都不懂得戀愛～
著者：きのこまっしゅ。；原作、插畫：ありいめめこ
| 冊數 | 一迅社        | 一迅社                 | 東立出版社   | 東立出版社            |
| 冊數 | 發售日期      | ISBN                   | 發售日期     | EAN                   |
| ---- | ------------- | ---------------------- | ------------ | --------------------- |
| 全   | 2017年9月29日 | ISBN 978-4-7580-4990-0 | 2018年7月4日 | EAN 471-094-555-590-4 |

## 廣播劇CD
1. 《廣播劇CD 獨占男友》、2014年9月26日發售、MMCC-3184
2. 《廣播劇CD 獨占我的英雄》、2015年11月6日發售、MMCC-3193
3. 《廣播劇CD 獨占我的英雄2》、2016年8月24日發售、MMCC-3205
4. 《廣播劇CD 獨占我的英雄3》、2017年6月21日發售[2]、MMCC-3214

## 電視動畫

### 製作團隊
- 原作 - ありいめめこ
- 導演 - 日色如夏
- 系列構成 - 成瀨優生
- 人物設計、總作畫監督 - 西野文那
- 道具設計 - 朱原デーナ
- 色彩設計 - 川上善美
- 美術監督 - 福島孝喜
- 美術設定 - 中村嘉博、田中美紀（第2話 - ）
- 美術 - 石垣工作室
- 攝影監督 - 小池真由子
- 攝影 - Tip Tune
- 編輯 - 武宮むつみ
- 音響監督 - 森下廣人
- 音樂 - 妹尾武、田尻光隆
- 音樂製作 - avex pictures
- 製作人 - 飯泉朝一、西村真紀子、清水美佳、熊澤理恵子、吉本考太郎、岡田直、松村俊輔、角谷はる佳、齋藤宙央、定山敬、石垣毅
- 動畫製作人 - 会川慎吾
- 動畫制作 - ENCOURAGE FILMS
- 製作 - 「獨占我的英雄」製作委員會（avex pictures、一迅社、AT-X、Marine ENTERTAINMENT、BS日視、DOCOMO ANIME STORE、創通、Contents Seed、TOKYO MX、ENCOURAGE FILMS、叶音、Q-TEC）

### 主題曲
片頭曲
填詞：shigeo，作曲、編曲：彦田元気，主唱：羽多野涉
片尾曲「TRUE LOVE」
填詞、作曲：藤井郁彌，編曲：TECHNOBOYS PULCRAFT GREEN-FUND，主唱：大柴康介（前野智昭）、勢多川正廣（增田俊樹）、支倉麻也（立花慎之介）、大柴健介（松岡禎丞）

### 各話列表
| 話數  | 日文標題 | 中文標題                         | 劇本                       | 分鏡                | 演出              | 作畫監督                                                   |
| ----- | -------- | -------------------------------- | -------------------------- | ------------------- | ----------------- | ---------------------------------------------------------- |
| ep.01 |          | 一開始，你總是不告訴我。         | 成瀨優生 藤丸悠理          | 日色如夏 島崎奈奈子 | 島崎奈奈子        | 森悅史、古賀美裕紀 朱原戴納、石田啟一                      |
| ep.02 |          | 不斷迴轉的每一天，但是想要更多。 | 成瀨優生 藤丸悠理 日色如夏 | 曾我部孝            | 粟井重紀          | 佐藤元、清水勝裕 山田太郎、粟井重紀                        |
| ep.03 |          | 仿佛是，小小的光芒一樣。         | 赤尾凸                     | 島崎奈奈子          | 板庇迪            | 石田啓一、森悅史 寒川步、鷲田敏彌                          |
| ep.04 |          | 預感，隱藏在飄蕩的煙霧中。       | 原田沙耶香                 | 木宮茂              | 木宮茂            | 東美帆、野田智弘                                           |
| ep.05 |          | 值得去愛的存在                   | 成瀨優生 藤丸悠理 日色如夏 | 栗井重紀            | 栗井重紀          | 小笠原憂、山田太郎 松下純子、粟井重紀 大河原晴男           |
| ep.06 |          | 救世主啊，獲得自由吧。           |                            | 飯田崇              | 中村近世          | 大庭小枝、服部一郎 宇都木勇、鈴木輪流郎                    |
| ep.07 |          | 男子高中生，咆哮。               | 杉浦理史                   | 直谷隆              | 島崎奈奈子        | 大倉雅彥、日下岳史 森悅史、三輪惠理子 淺田真理、寒川步     |
| ep.08 |          | 無法抑制的心情，在背後推了一把。 | 成瀨優生 藤丸悠理          | 粟井重紀            | 板庇迪            | 川村敏江、園田大勢 杉本幸子、岩崎亮 北條直明、細田沙織     |
| ep.09 |          | 這份感情，所向之處。             | 赤尾凸                     | 山崎雄太            | 栗井重紀          | 佐藤元、小笠原優 清水勝裕、山田太郎                        |
| ep.10 |          | 幸福，如此痛苦                   | 原田沙耶香                 | 福田道生            | 西島圭祐 湖山禎崇 | 野口征恒                                                   |
| ep.11 |          | 所以我只希望你能露出笑容         |                            | 日色如夏 島崎奈奈子 | 島崎奈奈子 板庇迪 | 鷲田敏弥、田守優希 追崎史敏、河島久美子 三輪えり子、森悦史 |
| ep.12 |          | 世界第一溫柔的地方               | 成瀨優生 藤丸悠理          | 吉田里紗子          | 吉田里紗子        | 大倉雅彦、日下岳史 森悦史、野口征恒 追崎史敏               |

### BD與DVD
| 卷數 | 發售日期       | 收錄話數       | 規格編號   | 規格編號   |
| 卷數 | 發售日期       | 收錄話數       | BD         | DVD        |
| ---- | -------------- | -------------- | ---------- | ---------- |
| 1    | 2017年9月22日  | 第1話、第2話   | EYXA-11524 | EYBA-11523 |
| 2    | 2017年10月27日 | 第3話、第4話   | EYXA-11526 | EYBA-11525 |
| 3    | 2017年11月24日 | 第5話、第6話   | EYXA-11528 | EYBA-11527 |
| 4    | 2017年12月22日 | 第7話、第8話   | EYXA-11530 | EYBA-11529 |
| 5    | 2018年1月26日  | 第9話、第10話  | EYXA-11532 | EYBA-11531 |
| 6    | 2018年2月23日  | 第11話、第12話 | EYXA-11534 | EYBA-11533 |

## 外部連結
- 一迅社WEB | 《獨佔我的英雄》特設網站 （页面存档备份，存于）（日語）
- 電視動畫《獨佔我的英雄》官方網站 （页面存档备份，存于）（日語）
- 電視動畫《獨佔我的英雄》官方的X（前Twitter）（日語）